# Julien Schaeverbeke
Julien Schaeverbeke (Brugge, 16 januari 1896 – 30 december 1984) was een Belgisch kunstschilder, behorende tot de zogenaamde Brugse School.

## Levensloop
Julien Schaeverbeke was een van de vijf zoons van de in de Langestraat, hoek Kwekersstraat, opererende kroegbaas Gustave Schaeverbeke en van Philomène Morbée. Hij liep school in het Sint-Leocollege en vervolgens in de Academie voor Schone Kunsten Brugge. Hij oefende zich vooral in de tekenkunst door langs de Brugse reien plaats te nemen en schetsen te maken. Hij volgde tevens de lessen Bouwkunde, met Etienne Timmery als voornaamste leraar.
Bij het uitbreken van de Eerste Wereldoorlog week hij uit naar Engeland en meldde zich als oorlogsvrijwilliger. Hij nam deel aan de frontgevechten en in 1915 werd hij zwaar verwond. Tijdens zijn revalidatieperiode behaalde hij het diploma van architect.
Hij sloot ook vriendschap met Claude Monet, die hem introduceerde in het impressionisme. In 1921, terug in Brugge, trouwde hij met Adrienne Brilleman en het echtpaar ging wonen in Sint-Kruis. Ze kregen drie dochters en toen de echtgenote in 1937 overleed zorgde haar moeder, Louisa Depiere, voor de opvoeding van de kinderen.
Beroepshalve werd hij bediende eerst bij de Technische Dienst van de stad Brugge, vervolgens bij de Dienst Militaire Gebouwen. Ondertussen bleef hij heel actief als kunstschilder. Hij gaf ook les aan de Tekenschool in Blankenberge. In mei 1940 moest hij, met het personeel van de Militaire gebouwen uitwijken naar Carccassonne en keerde pas einde van het jaar weer naar Brugge. Tijdens die periode maakte hij talrijke tekeningen en schetsen, die als basis dienden voor later werk.
In 1952 stichtte hij, samen met zijn dochter Denise en met Renaat Veremans de kunstkring Iris, waarvan hij tot 1979 de voorzitter was. Hij was ook een fervent duivenmelker en was voorzitter van de maatschappij van duivenmelkers De Onafhankelijken.
Schaeverbeke maakte schilderijen met olieverf en paletmes.  Daarnaast produceerde hij aquarellen, schetsen en pasteltekeningen. Hij was geboeid door wolkenhemels en door bomenpartijen. Hij schilderde veel Brugse stadsgezichten, naast zichten in veel Vlaamse en Franse dorpjes. Hij liet meer dan 2.000 werken na, sommige heel klein, andere van grote afmetingen.